# Notknäckarna
Notknäckarna var ett svenskt TV-underhållningsprogram efter en idé av Carl-Uno Sjöblom som sändes första gången i oktober 1981. Det var en musikalisk frågesport för hela familjen med Pekka Langer och Carl-Uno Sjöblom som programledare och Mats Olsson med ett 18-mans storband. 
I Notknäckarna tävlade man i familjelag i kunskap om populärmusik. Ett moment i frågesporten gick ut på att så snabbt som möjligt känna igen musiken som orkestern spelade. 
Pekka Langer medverkade fram till 1985 då han ersattes av Kurre Österberg från Finland. Notknäckarna sändes våren 1985 växelvis från Helsingfors och Stockholm. I de båda sista omgångarna hade programledaren Carl-Uno Sjöblom sällskap av först  Jane Björck och sedan Christina Mattsson. Programmet gästades av många olika artister, exempelvis Carola Häggkvist, Mats Rådberg, Sylvia Vrethammar.
I Notknäckarna fanns några suveräna och mycket svårslagna lagkonstellationer. 1983 dominerades programmet helt av familjen Jonsson från Åseda, 1987 av ett lag lett av Peter Polkander. Säsongen 1987 gav upphov till uttrycket Peter Polkander-syndromet.